# Пестрогрудый восточный бюльбюль
Пестрогрудый восточный бюльбюль (лат. Ixos malaccensis) — вид птиц из семейства бюльбюлевых. Помещение вида в род Ixos вызывает сомнения. Возможно, Ixos malaccensis следует помещать в род Hemixos или же в новый род.

## Распространение
Обитают на Малайском полуострове, островах Суматра и Борнео. Живут в вечнозелёных широколиственных лесах.

## Описание
Длина тела 23 см. Вес 34-41 г. Стройные бюльбюли средних размеров. Клюв довольно длинный и тонкий. Эти птицы часто ведут себя шумно.

## Биология
Питаются фруктами и насекомыми.
МСОП присвоил виду охранный статус NT. Вид становится редким из-за утраты мест обитания.